# December (Gabrielle Aplin- és Hannah Grace-album)
A December Gabrielle Aplin és Hannah Grace közös karácsonyi tematikájú középlemeze, amit 2018. december 4-én adott ki a Never Fade Records. Az eredeti kiadás a December dal mellett három feldolgozást, a 2019-es újrakiadás további két feldolgozást tartalmaz.

## Számlista
| 1.    | December                               | Gabrielle Aplin Hannah Grace Luke Potashnick | 4:20 |
| 2.    | River                                  | Joni Mitchell                                | 3:01 |
| 3.    | Blue Christmas                         | Billy Hayes Jay Johnson                      | 1:56 |
| 4.    | Have Yourself a Merry Little Christmas | Hugh Martin Ralph Blane                      | 2:21 |
| 11:38 |                                        |                                              |      |

| 2019-es újrakiadás | 2019-es újrakiadás                     | 2019-es újrakiadás                           | 2019-es újrakiadás | 2019-es újrakiadás | 2019-es újrakiadás | 2019-es újrakiadás | 2019-es újrakiadás | 2019-es újrakiadás | 2019-es újrakiadás |
|                    | Cím                                    | Szerző(k)                                    | Hossz              |                    |                    |                    |                    |                    |                    |
| ------------------ | -------------------------------------- | -------------------------------------------- | ------------------ | ------------------ | ------------------ | ------------------ | ------------------ | ------------------ | ------------------ |
| 1.                 | December                               | Gabrielle Aplin Hannah Grace Luke Potashnick | 4:21               |                    |                    |                    |                    |                    |                    |
| 2.                 | All I Want for Christmas Is You        | Mariah Carey Walter Afanasieff               | 4:39               |                    |                    |                    |                    |                    |                    |
| 3.                 | In the Bleak Midwinter                 | Christina Rossetti Gustav Holst              | 3:25               |                    |                    |                    |                    |                    |                    |
| 4.                 | River                                  | Joni Mitchell                                | 3:01               |                    |                    |                    |                    |                    |                    |
| 5.                 | Blue Christmas                         | Billy Hayes Jay Johnson                      | 1:57               |                    |                    |                    |                    |                    |                    |
| 6.                 | Have Yourself a Merry Little Christmas | Hugh Martin Ralph Blane                      | 2:21               |                    |                    |                    |                    |                    |                    |
| 19:43              |                                        |                                              |                    |                    |                    |                    |                    |                    |                    |

## Fordítás
- Ez a szócikk részben vagy egészben  a   December (Gabrielle Aplin and Hannah Grace EP) című angol Wikipédia-szócikk ezen változatának fordításán alapul.  Az eredeti cikk szerkesztőit annak laptörténete sorolja fel. Ez a jelzés csupán a megfogalmazás eredetét és a szerzői jogokat jelzi, nem szolgál a cikkben szereplő információk forrásmegjelöléseként.